# Gelidocalamus rutilans
Gelidocalamus rutilans är en gräsart som beskrevs av Tai Hui Wen. Gelidocalamus rutilans ingår i släktet Gelidocalamus och familjen gräs. Inga underarter finns listade i Catalogue of Life.